# Yalal Al-e Ahmad
Yalal Al-e Ahmad (Teherán, 2 de diciembre de 1923-Asalem (Guilán), 9 de septiembre de 1969) fue un destacado escritor, pensador y crítico político y social iraní del siglo XX, calificado de iniciador del movimiento de retorno a las raíces entre las clases medias occidentalizadas iraníes. 
Nacido en una familia religiosa, comenzó su trayectoria intelectual como marxista en el partido Tudé poco después de la Segunda Guerra Mundial, y no abandonó su postura escéptica mientras vivió. Durante los años 1960, se implicó de manera creciente en una búsqueda de la pureza de las raíces culturales de Irán en el chiismo duodecimano. Su obra más conocida es el ensayo Gharbzadegí («occidentalitis», «la enfermedad de la occidentalización», etc.), en la que desarrolla el argumento de que Irán estaba siendo destruido por «una plaga procedente del Oeste». Fue uno de los pocos intelectuales seculares elogiados abiertamente por el ayatolá Jomeini.